# Javi Puado
Javier „Javi“ Puado Díaz (* 25. Mai 1998 in Barcelona) ist ein spanischer Fußballspieler. Er steht in der Primera División bei Espanyol Barcelona unter Vertrag.

## Karriere

### Verein
Nachdem Puado bereits in der Jugend für Espanyol Barcelona aufgelaufen war, absolvierte er seit 2016 auch Ligaspiele für die zweite Mannschaft. Im Juli 2018 stieg er dann in die erste Mannschaft auf und bestritt dort am ersten Spieltag sein Debüt gegen Celta Vigo.
Im November 2019 wurde er bis zum Saisonende an Zweitligist Real Saragossa verliehen. Nach Ende der Ausleihe spielt er in der Saison 2020/21 wieder für Espanyol Barcelona, der zu dieser Saison in die erste Liga aufgestiegen waren.

### Nationalmannschaft
Am 6. September 2019 spielte Puado bei einem Qualifikationsspiel zur U21-Europameisterschaft 2021 gegen Kasachstan das erste Mal für die spanische U21-Nationalmannschaft.
Anfang Juni 2021 debütierte Puado bei einem 4:0-Sieg gegen Litauen in der A-Nationalmannschaft und erzielte dabei sein erstes Länderspieltor. Aufgrund von COVID-19-Fällen im Kader für die kurze Zeit später beginnende Europameisterschaft 2021 traten die Spieler, die zuvor die U21-EM absolviert hatten, bei diesem Spiel an.
Ende Juni 2021 wurde Puado mit einer P-Akkreditierung in den Kader der spanischen Olympiaauswahl für das Fußballturnier der Olympischen Sommerspiele 2021 berufen.